# William E. Kepner
William Ellsworth Kepner (ur. 6 stycznia 1893 w Miami (Indiana), zm.  3 lipca 1982w  Orlando) – oficer armii USA, Korpusu Powietrznego Armii Stanów Zjednoczonych i United States Air Force oraz pionier lotów balonem i pilot sterowca.

## Życiorys
Urodził się 3 stycznia 1893 roku w Miami w stanie Indiana. W 1909 roku rozpoczął służbę w korpusie piechoty morskiej USA. W 1916 roku został podporucznikiem Gwardii Narodowej stanu Indiana. Po krótkim okresie spędzonym w kawalerii amerykańskiej, w 1917 roku przeniósł się do piechoty jako kapitan i brał udział w walkach w Europie na froncie zachodnim. Po wojnie, w 1920 roku przeniósł się do Korpusu Lotniczego Armii USA i  odbył szkolenia na pilota balonowego, a potem pilota sterowca. W sierpniu 1929 roku został zatrudniony jako pilot testowy  ZMC-2 zbudowanego w Grosse Ile w Michigan. Po udanej serii lotów próbnych we wrześniu tego roku odbył lot tym sterowcem do Lakehurst w stanie New Jersey.  W październiku 1930 roku otrzymał awans do stopnia majora.

### Pilot balonowy
W latach 1927–1929 brał czynny udział w kilku krajowych i międzynarodowych wyścigach balonów, wygrywając w 1928 roku zawody o Puchar Gordona Bennetta razem z Williamem Olmsteadem Earecksonem. W 1929 roku podczas kolejnych międzynarodowych zawodów w Saint Louis zajął drugie miejsce zaraz po innym amerykańskim pilocie W. Van Ormanie

### Lot do stratosfery
Latem 1934 roku Kepner objął dowództwo nad wspólnym projektem National Geographic Society – US Army Air Corps Stratosphere Flight, który był realizowany niedaleko Rapid City w Dakocie Południowej. Jego celem było przygotowanie pierwszego amerykańskiego lotu balonem do stratosfery w specjalnie skonstruowanym balonie Explorer. Wystartował on 28 lipca 1934 roku. Kepnerowi towarzyszyli   dwaj oficerowie armii amerykańskiej: kapitan Albert W. Stevenson, jako obserwator naukowy i kapitan Orvill A. Anderson jako pilot.  Jednak próba prawie zakończyła się tragedią, gdy koperta balonu pękła gdy ten prawie osiągnął maksymalną wysokość i sferyczna gondola zaczęła opadać na ziemię. Na szczęście, jeszcze ponad ziemią jej pasażerom udało się wyskoczyć ze spadochronami, dzięki czemu bezpiecznie wylądowali. Gondola rozbiła się w polu kukurydzy. Mimo katastrofy zachowały się wyniki badań i zdjęcia Ziemi.

## II wojna światowa

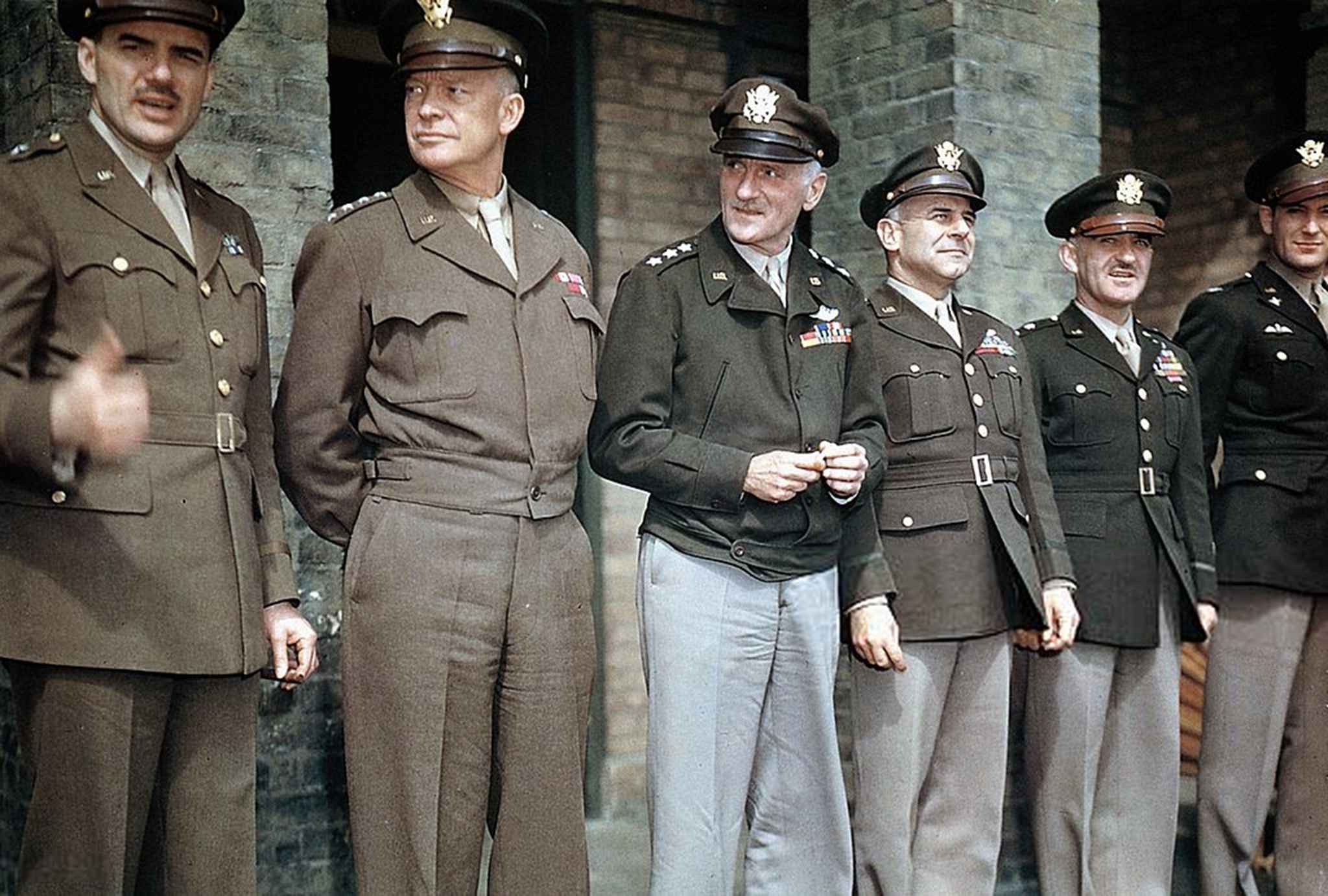
Generał brygady Auton, generał Eisenhower, generał Spaatz, generał Doolittle, generał dywizji William Kepner i pułkownik Blakeslee w Debden w Anglii.

W kwietniu 1943 roku został awansowany na generała dywizji. We wrześniu tego samego roku objął VIII Fighter Command w Europie. W sierpniu 1944 roku Kepner objął dowództwo 2 dywizjonu bombowego 8 Armii Powietrznej. W czasie wojny odbył 24 misje bojowe na myśliwcach i bombowcach.

## Po wojnie
Zaraz po wojnie objął dowództwo 12. Tactical Air Command. W 1950 roku Kepner awansował do stopnia generała porucznika i został naczelnym dowódcą amerykańskich sił powietrznych na Alasce. Ze służby w wojsku odszedł 28 lutego 1953 roku i przeprowadził się do Orlando na Florydzie, gdzie zmarł 3 lipca 1982 roku.

## Odznaczenia
- 1934- Legia Zasługi[11]